# Y Doãn
Y Doãn (tiếng Trung: 伊尹; bính âm: Yī Yǐn) là tướng nhà Thương trong lịch sử Trung Quốc. Ông có công giúp Thành Thang tiêu diệt nhà Hạ, thành lập nhà Thương và phò trợ với vai trò nhiếp chính của nhà Thương ổn định trong thời gian đầu.
Trong lịch sử Trung Hoa, Y Doãn cùng với Hoắc Quang thời nhà Hán được xưng tụng là hai đại thần nhiếp chính phế lập vua nhưng được ca ngợi, gọi là [Y Hoắc]. Sự việc của hai người thường được gọi chung bằng cụm 「Y Hoắc chi sự; 伊霍之事」.

## Hữu tướng nước Thương
Sử sách chép chưa hoàn toàn thống nhất về lai lịch của Y Doãn. Sử ký Tư Mã Thiên nêu ra những thuyết khác nhau về việc Y Doãn đến với Thành Thang. Có thuyết cho rằng thời đó có một bộ lạc là Hữu Sằn gả con gái cho Thang, đi theo hầu có một người hầu là Y Doãn. Thấy Y Doãn có tài, Thành Thang liền cho làm hữu tướng. Tuy nhiên, Sử ký cũng dẫn thuyết khác cho rằng, Y Doãn là ẩn sĩ, Thành Thang nghe tiếng sai người đến mời 5 lần, Y Doãn mới nhận lời ra giúp. Thuyết này có nhiều điểm tương đồng với lai lịch Y Doãn được ghi chép trong truyện Phong thần diễn nghĩa. Tại hồi thứ nhất Trụ Vương tế miễu bà Nữ Oa, sách chép rằng: "Thành Thang là người nhân đức và trung hậu, nghe đồn ông Y Doãn là người tài trí, thất thời, ẩn cư cày ruộng nơi Sằn Dã, liền đến rước về, dâng cho vua Kiệt, nhà Hạ dùng. Ấy vì lòng trung, Thành Thang không dám dùng riêng người tài cho mình. Ai ngờ vua Kiệt bất trí, không biết dùng người tài, nghe lời dua mị, không trọng dụng Y Doãn, Y Doãn bỏ vua Kiệt trở về với Thành Thang."
Còn có sách khác chép rằng, Y Doãn đã bỏ Thương sang làm quan cho Hạ Kiệt, nhưng sau đó thấy Kiệt hoang dâm tàn bạo, khinh rẻ chư hầu nên Y Doãn trở lại với Thành Thang. Thành Thang vẫn một lòng kính trọng và trọng dụng Y Doãn. Có ý kiến rất khác biệt, căn cứ vào Trúc thư kỉ niên, một cuốn biên niên sử cổ của nước Ngụy thời Chiến Quốc được phát hiện năm 281 đời Tây Tấn: Y Doãn thực chất được Thành Thang cử sang làm gián điệp bên nhà Hạ, lợi dụng sự bất mãn của nàng Muội Hỷ khi nàng không còn được Hạ Kiệt sủng ái để lấy tin tức về tình hình Hạ Kiệt. Sau khi nắm được nội tình nhà Hạ, Y Doãn trở về với Thành Thang.
Ngoài ra, Thành Thang còn thu dụng một người ở bộ lạc khác đến là Trọng Hủy, cho làm tả tướng. Y Doãn và Trọng Hủy được giao trọng trách xử lý công việc trong bộ lạc, đó là việc trái với thông lệ nhiều đời chỉ bó hẹp quyền hành trong tay những người nội tộc của nước Thương.

## Giúp Thương diệt Hạ
Y Doãn bày kế cho vua Thành Thang tranh thủ liên minh với các bộ tộc miền hạ lưu sông Hoàng Hà để có vây cánh chống nhà Hạ; sau đó thực hiện việc thanh trừ các bộ tộc thân với nhà Hạ như Cát, Côn Ngô, Bính Chướng Vi. Trong khi đó Hạ Kiệt vẫn say mê tửu sắc, không quan tâm tới chính sự.
Theo kế sách của Y Doãn, Thương Thang bắt đầu khiêu chiến với nhà Hạ, bỏ không nộp cống cho Hạ Kiệt. Hạ Kiệt nổi giận điều động binh mã 9 bộ tộc phía đông trước sau đánh vào bộ lạc Thương. Thành Thang bèn sai người đến nộp cống. Thấy Thang thuần phục, Kiệt cho lui quân.
Sang năm sau, Thang lại bỏ cống nạp. Hạ Kiệt lại tổ chức hội các bộ lạc phụ thuộc ở Hữu Nhung đánh Thương, nhưng lần này các bộ lạc không nghe theo. Bộ lạc Mân lên tiếng phản đối, Hạ Kiệt bèn mang quân đánh Mân trước. Khi Kiệt bị sa lầy vào cuộc chiến với tộc Mân, Thang ra quân diệt Hạ. Năm 1767 TCN, Thành Thang đánh thắng Hạ Kiệt trong trận quyết định ở Minh Điều. Hạ Kiệt thua trận, bị mất ngôi và bị đày ra Nam Sào.
Sau khi nghe Y Doãn báo cáo tình hình các chư hầu đã quy phục, Thương Thang trở về đất Thái Quyển, chính thức lên ngôi vua, lập ra nhà Thương.
Còn theo sách Phong thần diễn nghĩa, vua Kiệt càng ngày càng bạo tàn, vô đạo. Gián quan Long Phùng khuyên can thì bị vua giết hại, Thành Thang sai người khuyên can vua thì vua bắt giam ông tại Hạ Đài suốt một thời gian mới thả về. Về sau, nhờ tài đức của mình, thiên hạ đều khen tụng Thành Thang, hơn bốn mươi nước đều theo về trướng. Ông Thành Thang được Y Doãn phò trợ, đánh đuổi vua Kiệt qua đất Nam Sào, sau đó lên ngôi Thiên tử, lập kinh đô nơi đất Bạt vào năm Ất Mùi, mở đầu nhà Thương.

## Đày Thái Giáp
Thành Thang làm vua không lâu, đến năm 1761 TCN thì qua đời. Vì Thái tử Thái Đinh mất sớm trước Thành Thang nên con thứ của Thang là Ngoại Bính được Y Doãn lập làm vua. Nhưng đến năm 1758 TCN, Ngoại Bính cũng qua đời, Y Doãn lại lập em Ngoại Bính là Trọng Nhâm lên ngôi. Chỉ được 4 năm (1754 TCN), Trọng Nhâm lại mất, khi đó con thái tử Thái Đinh là Thái Giáp đã lớn nên Y Doãn lập Thái Giáp lên ngôi.
Y Doãn là nguyên lão 4 triều vua, làm phụ chính, dạy dỗ vị vua trẻ rất cẩn thận. Ông nói với Thái Giáp:"Bậc đế vương phải yêu dân, càng phải chăm chỉ học tập tinh thần trị nước của tổ phụ Thang".
Ông còn lấy bài học của Hạ Kiệt mất nước để khuyên răn Thái Giáp. Tuy nhiên, Thái Giáp từ nhỏ sống trong cảnh quyền quý, chỉ hưởng lạc mà không làm việc. Thái Giáp không nghe những lời dạy của Y Doãn, vẫn chơi bời phóng túng. Thấy Thái Giáp như vậy, Y Doãn quyết định dùng biện pháp mạnh: ông đày vua đến Đổng Cung gần lăng miếu của Thành Thang và tự mình nắm quyền chính. Ông còn sai người đến giám sát Thái Giáp để vua suy nghĩ và tỉnh ngộ.
Sau 3 năm, Thái Giáp hiểu ra sai lầm của mình, quyết tâm sửa chữa khuyết điểm. Khi thấy Thái Giáp biết tu tỉnh, Y Doãn đích thân đến đón rước vua về kinh đô và trao lại quyền hành cho Thái Giáp. Thái Giáp trở thành một vị vua giỏi của nhà Thương. Tương truyền Y Doãn sống hơn 100 tuổi mới mất. Công lao khai quốc và dìu dắt vua nhỏ, giúp cho một triều đình mới thành lập được ổn định, tạo cơ sở tồn tại lâu dài của ông được đời sau nhắc đến rất nhiều. Y Doãn cùng Chu Công Đán nhà Chu trở thành những tấm gương mẫu mực về trung thần phò ấu chúa trong lịch sử Trung Quốc.
Tuy nhiên, căn cứ vào Trúc thư kỉ niên, một số nhà nghiên cứu Trung Quốc đưa ra ý kiến khác cho rằng: không phải Y Doãn trả lại ngôi cho Thái Giáp mà ông đã đày Thái Giáp ra Đổng Cung rồi cướp lấy ngôi nhà Thương. Sau 7 năm, Thái Giáp trốn khỏi Đổng Cung, giết chết Y Doãn giành lại ngôi, phục hồi nhà Thương; hai người con của Y Doãn là Y Trắc và Y Phấn vẫn được lập tế tự cho ông và Thái Giáp chia đôi tài sản của ông cho hai người con. Vì những tình tiết bổ sung từ Trúc thư kỉ niên, có quan điểm đánh giá Y Doãn là một nhân vật khá phức tạp trong lịch sử Trung Quốc cổ đại.